# سیارک ۸۵۲

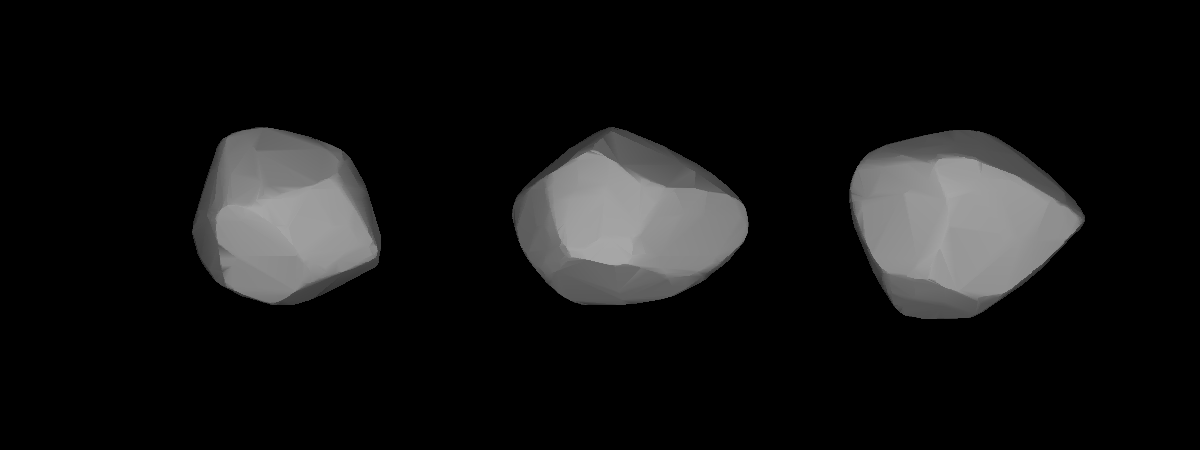
مدل سه‌بُعدی سیارک ۸۵۲ بر طبق منحنی نور آن

سیارک ۸۵۲ (به انگلیسی: 852 Wladilena، نامگذاری:1916S27) هشتصد و پنجاه و دومین سیارک کشف شده است که در ۲ آوریل ۱۹۱۶ و در رصدخانه سایمیز کشف شد.
قدر مطلق سیارک برابر ۹٫۹۰ است.